# Sad Café live
Sad Café live is het enige livealbum van Sad Café, dat gedurende hun bestaan werd uitgebracht. Het album Façades bracht onverwachts (relatief) groot succes voor de muziekgroep uit Manchester. Er werden binnen het Verenigd Koninkrijk 24 concerten geboekt, waarvan er drie in de O2 Apollo Manchester, waarbij opnamen werden gemaakt ten behoeve van dit livealbum. Het werd het laatste album van Sad Café bij RCA en het betekende eigenlijk ook de teloorgang van de band, die na Olé eigenlijk niet meer bestond. Het livealbum stond in maart/april 1981 vier weken genoteerd in de albumlijst van de UK Singles Chart (41, 37, 56, 73).
Het oeuvre van Sad Café was al sinds de jaren 90 verkrijgbaar op compact disc. De cd-versie van het album werd keer op keer aangekondigd, maar pas in 2014 verscheen het bij Sony, waarin RCA was opgegaan. 

## Musici
- Paul Young – zang
- Ian Wilson, Ashley Mulford – gitaar, zang
- John Stimpson – basgitaar, zang
- Vic Emerson – toetsinstrumenten
- Dave Irving – slagwerk
- Lenni Zaksen – saxofoon

## Muziek
| Nr. | Titel                      | Duur |
| --- | -------------------------- | ---- |
| 1.  | On with the show           | 6:48 |
| 2.  | Emptiness                  | 3:57 |
| 3.  | Strange little girl        | 4:52 |
| 4.  | Hungry eyes                | 5:55 |
| 5.  | La-di-da                   | 5:11 |
| 6.  | What am I gonna do         | 4:39 |
| 7.  | Keeping it from the troops | 6:51 |
| 8.  | Every day hurts            | 4:26 |

| Nr. | Titel                         | Duur |
| --- | ----------------------------- | ---- |
| 1.  | Take me to the future         | 3:57 |
| 2.  | Feel like dying               | 4:04 |
| 3.  | Immortal                      | 5:11 |
| 4.  | Restless                      | 7:40 |
| 5.  | My oh my                      | 5:00 |
| 6.  | Black rose                    | 4:40 |
| 7.  | Bell ends                     | 7:40 |
| 8.  | I believe (love will survive) | 4:19 |

I believe stond origineel niet op het album, maar stond wel op een ep dat van het album verscheen.